# 金正銀
金 正銀（キム・ジョンウン、김정은、1970年11月24日 - ）は、大韓民国出身の声優。主に日本のアニメの吹き替えを務めている。

## 出演作品
※太字は主役・メインキャラクター。
- アラド戦記（イルベク）
- クレヨンしんちゃん 嵐を呼ぶ 栄光のヤキニクロード
- 星のカービィ (アニメ)（カスタマーサービス、ウィスピーウッズ）
- かいけつゾロリ（ゾロリ）
- NARUTO -ナルト-（カンクロウ）
- 探偵学園Q（遠山金太郎）
- ケロロ軍曹（556）
- 忍たま乱太郎（ヘムヘム、しんべヱのパパ、稗田八宝斎）
- 花より男子（牧野晴男）
- はじめの一歩（速水龍一）
- 焼きたて!!ジャぱん（エドワード・カイザー）